# Тејушу (Олт)
Тејушу (рум. Teiușu) насеље је у Румунији у округу Олт у општини Бребени. Oпштина се налази на надморској висини од 117 m.

## Становништво
Према подацима из 2002. године у насељу је живело 1308 становника, од којих су сви румунске националности.